# 孝閔帝
孝閔帝（こうびんてい）は、北朝北周の初代皇帝。姓は宇文、諱は覚（かく）。字は陀羅尼。北周の創始者とされるものの、実質は従兄である宇文護の傀儡であった。

## 生涯
大統8年（542年）、西魏の実力者宇文泰の三男として同州の官舎で生まれた。母の馮翊公主は北魏の孝武帝の妹である。9歳の時に西魏の略陽郡公に封ぜられた。『周書』孝閔帝紀によれば、高貴となるが長寿には恵まれない人相と占われたとされる。
556年3月、安定公世子となり、宇文泰の嫡子と認められた。4月、大将軍に任ぜられた。10月に宇文泰が死去すると、太師・大冢宰の位を継いだ。12月、周公に封じられ、恭帝から禅譲の詔が出された。557年1月、天王として即位した。これにより北周が建国されるが、宇文泰の甥で孝閔帝擁立の立役者である宇文護が、趙貴や独孤信などの政敵を粛清して、実権を掌握した。
『周書』によると孝閔帝の性格は剛毅果敢とされ、その年の9月には宇文護の専横を排除すべく近臣たちと宇文護殺害の計画を練るが、事前に露見して廃位され、略陽公に落とされて幽閉ののちに殺害された。時に16歳。庶長兄の宇文毓（明帝）が宇文護に擁立された。
後に宇文護が弟の武帝宇文邕によって誅殺されると名誉回復がなされ、孝閔皇帝と諡された。

## 考古学
2023年、陝西省咸陽市渭城区で陵墓が発見された。1996年に発見された武帝の陵墓（武帝孝陵墓）に続き、2つ目の北周皇帝陵墓となる。